# Pwani (vùng)
Pwani là một vùng của Tanzania. Thủ phủ của vùng Pwani đóng tại Kibaha. Vùng Pwani có diện tích 32407 ki lô mét vuông. Đến thời điểm điều tra dân số ngày 25 tháng 8 năm 2002, vùng Pwani có dân số 889154 người.